# Sammy Brooks
Sammy Brooks (né le 10 juillet 1891 à New York, et mort le 16 mai 1951 à Los Angeles, en Californie) est un acteur américain.

## Filmographie partielle
- 1916 : Lui... club-boy (Luke's Speedy Club Life) de Hal Roach
- 1916 : Luke Does the Midway de Hal Roach
- 1916 : Luke Joins the Navy de Hal Roach
- 1916 : Luke and the Mermaids de Hal Roach
- 1916 : Luke and the Bang-Tails de Hal Roach
- 1916 : Luke, Crystal Gazer de Hal Roach
- 1916 : Luke's Lost Lamb de Hal Roach
- 1917 : Over the Fence de Harold Lloyd et J. Farrell MacDonald
- 1917 : Lui... et les policemen (Pinched) de Gilbert Pratt et Harold Lloyd
- 1917 : Bashful d'Alfred J. Goulding
- 1918 : Oui... mais Lui corsette mieux (Here Come the Girls) de Fred Hibbard
- 1918 : Pipe the Whiskers de Alfred J. Goulding
- 1918 : Photographe malgré lui (Look Pleasant, Please)
- 1918 : It's a Wild Life de Gilbert Pratt
- 1918 : L'Hôtel du chahut-bahut (On the Jump) de Alfred J. Goulding
- 1918 : Passez muscade (Are Crooks Dishonest?) de Gilbert Pratt
- 1918 : Lui au club mystérieux (The Lamb) de Gilbert Pratt et Harold Lloyd
- 1919 : Before Breakfast de Hal Roach
- 1919 : Coquin de printemps (Spring Fever) de Hal Roach
- 1919 : Une excursion mouvementée (Going! Going! Gone!) de Gilbert Pratt
- 1919 : Lui chez le grand couturier (Next Aisle Over) de H. M. Walker
- 1919 : Un fameux régisseur (Ring Up the Curtain) de Alfred J. Goulding
- 1919 : Doux pays (His Only Father) de Hal Roach
- 1919 : On n'entre pas (Ask Father) de Hal Roach
- 1919 : Don't Shove de Alfred J. Goulding
- 1923 : La Sirène de midi (The Noon Whistle) de George Jeske : un ouvrier
- 1923 : Oranges et Citrons (Oranges and Lemons) de George Jeske : un travailleur
- 1923 : Chez le blanchisseur (Collars and Cuffs) de George Jeske
- 1923 : Cœurs givrés (Frozen Hearts) de J.A. Howe et Clarence Hennecke
- 1923 : Le Héros de l'Alaska (The Soilers) de Ralph Ceder
- 1924 : Ça t'la coupe (Girl Shy) de Fred C. Newmeyer et Sam Taylor : le passager du train
- 1924 : Le Facteur incandescent (Near Dublin) de Ralph Ceder
- 1924 : Le Gagnant du grand prix (Zeb vs. Paprika) de Ralph Ceder
- 1924 : Drame au bureau de poste (Postage Due) de George Jeske
- 1924 : Écossez-moi (Short Kilts) de George Jeske
- 1924 : Wide Open Spaces de George Jeske
- 1925 : Quelle vie ! (Isn't Life Terrible?) de Leo McCarey
- 1925 : Le Piège à rats (The Rat's Knuckles) de Leo McCarey
- 1925 : Laughing Ladies de James W. Horne
- 1926 : Madame Mystery de Richard Wallace et Stan Laurel
- 1936 : C'est donc ton frère (Our Relations) de Harry Lachman
- 1937 : Laurel et Hardy au Far West (Way Out West) de James W. Horne